# タム・タム
株式会社タム・タム（英: TamTam Co., Ltd.）は、日本の模型ホビーチェーン。

## 概要
タム・タムは、プラモデル・ガンプラ・鉄道模型・ミニ四駆・ラジコン・フィギュア・ミニ四駆・ミニカー・エアガン・ジグソーパズルの多ジャンルを扱う総合模型ホビーチェーン。
80年代、「タミヤRCカーグランプリ」の岐阜放送ローカルスポンサーを務めていた（一社提供）。ただし「タミヤ」の文字は消さずにそのまま放送に流れていた。

## 店舗
2023年6月現在、本社のある東海地方（4店舗）を中心に、北海道（1店舗）、東北（1店舗）、関東（7店舗）、北陸（1店舗）、関西（2店舗）、中国（2店舗）、九州（1店舗）に合計19店舗と軍艦ミュージアムを展開。
出店エリアは、政令指定都市または政令指定都市に準じた周辺人口の都市となっている。

### 北海道地方
- 札幌店（札幌市厚別区）

### 東北地方
- 仙台店（宮城県仙台市）

### 関東地方
- 上里店（埼玉県上里町）
- 秋葉原店（東京都千代田区）
- 相模原店（神奈川県相模原市）
- 大宮店（埼玉県さいたま市）
- 千葉店（千葉県千葉市）
- クルクル秋葉原店（東京都千代田区）
- クルクル相模原店（神奈川県相模原市）

### 北陸地方
- 金沢店（石川県金沢市）

### 東海地方
- 岐阜店（岐阜県岐南町）
- 名古屋店（愛知県北名古屋市）
- 豊橋店（愛知県豊橋市）
- タムタム1/2(ハーフ)岐阜マーサ21店（岐阜県岐阜市）

### 関西地方
- サンシャインワーフ神戸店（兵庫県神戸市）
- 神戸三宮店（兵庫県神戸市）

### 中国地方
- 岡山店（岡山県岡山市）
- 広島アルパーク店（広島県広島市）2023年6月24日open
- 超絶技巧「軍艦ミュージアム」（広島県広島市）2023年6月24日open

### 四国地方
- 松山店（愛媛県松山市）2024年12月7日open

### 九州地方
- 筑紫野店（福岡県筑紫野市）

## 沿革
- 1975年（昭和50年）11月 - 個人事業主として、岐阜市忠節にタムタム忠節店を開業
- 1989年（平成元年）3月 - タムタム忠節店を岐阜市神田町に移転し、資本金300万円にて有限会社タム・タムを設立
- 2000年（平成12年）10月 - 売り場面積拡張のため、店舗を神田町から市橋（マシズ2階）へ移転
- 2001年（平成13年）7月 - 更なる売り場面積拡張のため、店舗を市橋より岐阜県羽島郡岐南町へ移転。同時にインターネットを利用した通信販売を開始
- 2002年（平成14年）
  - 8月 - 売り場面積240坪を持つ大型店、タムタム名古屋店を西春日井郡西春町（現：愛知県北名古屋市）に新規開店
  - 10月 - 資本金を3,000万円に増資し、株式会社タム・タムへ組織変更
- 2004年（平成16年）
  - 1月 - 鉄道模型・ミニカーの大型専門店として、タムタム秋葉原店（東京都）を新規開店
  - 7月 - 総合ホビーショップとして最大級売り場面積550坪の超大型店、タムタム相模原店（神奈川県）を新規開店
- 2005年（平成17年）7月 - タムタム大宮店（埼玉県）を新規開店
- 2006年（平成18年）
  - 4月 - 資本金を4,680万円に増資
  - 6月23日 - タムタム千葉店（千葉県）を新規開店[3]
- 2007年（平成19年）
  - 5月 - 資本金を52,516,400円に増資を実施
  - 11月 - タムタム仙台店（宮城県）を新規開店
- 2008年（平成20年）
  - 4月 - 資本金を57,516,400円に増資を実施
  - 7月 - タムタム木津川店（京都府）を新規開店
  - 12月 - 資本金を49,000,000円[4]に減資を実施　タムタム木津川店を閉店
- 2010年 -（平成22年）7月 秋葉原店をフロア移転し、売場面積を2倍に増床リニュアル
- 2011年 -（平成23年）7月 東日本大震災の被災から仙台店が復興オープンを果たす
- 2013年 -（平成25年）
  - 7月 尼崎店を移転しサンシャインワーフ神戸（神戸市東灘区）を開店　千葉店を千葉市稲毛区のワンズモール内へ移転
  - 10月 - 筑紫野ベレッサ内にタムタム筑紫野店（福岡県）を新規開店
- 2015年（平成27年）
  - 6月 - タムタム四日市店（三重県）を新規開店
  - 7月 - タムタム豊橋店（愛知県）を新規開店
- 2017年（平成29年）11月 - タムタム上里店（埼玉県）を新規開店
- 2018年（平成30年）
  - 2月 - イオンタウン四日市泊改装に伴う閉店により[5][6]、タムタム四日市店閉店（正式にはイオン白子店への移転）
  - 3月 - イオン白子店2階・別棟にタムタム白子店（三重県）を開店
  - 10月 - ホビーリサイクルショップクルクルを秋葉原店内に開設
- 2019年（令和元年）6月 - イオン白子店3階にタムタム白子店をリニューアルオープン[7]
- 2020年（令和2年）6月  - スーパーセンタートライアル厚別店2階にタムタム札幌店を開店
- 2021年（令和3年）
  - 2月  - タムタム白子店閉店
  - 3月  - イオン金沢店3階にタムタム金沢店を開店
  - 4月  - イコットニコット3階にタムタム岡山店を開店
- 2024年
  - 12月7日 - 洋服の青山衣山店2階にタムタム松山店を開店

## 外部サイト
- タムタム公式サイト

| スタブアイコン | サブスタブ | この項目は、まだ閲覧者の調べものの参照としては役立たない、企業に関連した書きかけの項目です。この項目を加筆・訂正などしてくださる協力者を求めています（PJ:経済）。 |